# Igor Czinnow
Igor Władimirowicz Czinnow (ros И́горь Влади́мирович Чи́ннов, ur. 25 września 1909 w Tukums k. Rygi, zm. 21 maja 1996 w Daytona Beach) – poeta rosyjski.
W latach 1914–1922 mieszkał w Rosji, później na Łotwie, w latach 1944–1945 na robotach przymusowych w Niemczech, od roku 1946 znajdował się na emigracji w Paryżu, następnie w USA. 
Był profesorem slawistyki na wielu uniwersytetach amerykańskich. Uprawiał lirykę intelektualną, w której dominuje zwątpienie w sens ludzkiej egzystencji, nasyconą motywami grozy i tajemniczości śmierci, m.in. zbiory wierszy Monołog (Paryż 1950), Linii (Paryż 1960). W późnej poezji Czinnowa oprócz akcentów autobiograficznych pojawiają się elementy fantastyki i groteski, m.in. w tomikach poetycznych Kompozicyja (1972), Pastorali (1976, wyd. także w Paryżu) oraz w zbiorze wierszy Antitieza (College Park, Maryland 1979).
Pochowany na Cmentarzu Wagańkowskim w Moskwie.